# Луб'яна Стелла Станіславівна
Луб'яна Стелла Станіславівна — український науковець, винахідник, завідувач кафедри акушерства, гінекології та перинатології ФПО Луганського державного медичного університету, доктор медичних наук, професор.

## Біографія
Працює у Луганському державному медичному університеті з 1994 р., захистила кандидатську та в 2002 році — докторську дисертації. Працювала професором на факультеті післядипломної освіти університету.
Наприкінці серпня 2003 року за виробничої необхідності в ЛДМУ була організована кафедра акушерства і гінекології № 2 на базі пологового та гінекологічного відділень 3-ї клінічної лікарні Луганська. Організатором та першим керівником кафедри (завідувач кафедри) була д.м.н., професор С. С. Луб'яна.
Після об'єднання кафедри акушерства та гінекології ФПО з кафедрою акушерства і гінекології № 2 — завідувач кафедри акушерства, гінекології та перинатології ФПО ЛДМУ.

### Наукова діяльність
Автор близько 100 наукових робіт, 2 монографій, 12 методичних рекомендацій, 10 патентів та винаходів.
Підготувала 5 кандидатів медичних наук. Під її керівництвом виконуються ще 3 кандидатські роботи.